# Christian Levavasseur
Christian Levavasseur (* Dinan, 6 de marzo de 1956). Fue un ciclista francés, profesional entre 1978 y 1985, cuyo mayor éxito deportivo lo logró en la Vuelta a España donde conseguiría una victoria de etapa en la edición de 1979 lo que le permitió vestir el maillot amarillo de líder de la prueba durante siete días.

## Palmarés
| 1979 - 1 etapa en la Vuelta a España 1981 - G. P. de la Costa Normanda - Premio de la Combatividad en el Tour de Francia 1987 - Tour de Corrèze |